# Magiari Neri
I Magiari Neri, anche chiamati Ungheresi Neri (in latino Ungri Nigri), erano un gruppo (semi)indipendente di magiari prima e dopo la conquista ungherese del bacino dei Carpazi alla fine del IX secolo. Le tribù nomadi indicavano i quattro punti cardinali con i colori: il Nord è "nero", l'Ovest è "bianco", il Sud è "rosso" e l'Est è "blu".
I Magiari Neri sono menzionati solo in poche fonti contemporanee (a volte in opposizione agli Ungheresi/Magiari Bianchi); nessuna delle fonti approfondisce l'esatta natura del rapporto tra i Magiari Neri e la popolazione magiara "tradizionale", né è chiara l'origine e il significato del loro nome.
È noto che parteciparono a qualche campagna militare a Kyiv; dopo la conquista resistettero alla missione cristiana anche dopo l'incoronazione del re Stefano I d'Ungheria nel 1000 o 1001. Nel 1003, Bruno di Querfurt tentò di convertire i Magiari Neri; poi Azzo, legato pontificio, condusse tra loro l'opera missionaria, ma essi insistettero nella loro fede; perciò alcuni di loro furono accecati.
Intorno al 1008, il re Stefano I fece una campagna contro di loro e conquistò i loro territori ("Ungheria Nera"). Probabilmente istituì la diocesi di Pécs nella regione conquistata nel 1009.